# Rivadavia (departamento de Mendoza)
Rivadavia é um departamento da Argentina, localizado na província do Mendoza.